# Diplopanax
Diplopanax é um género botânico pertencente à família Cornaceae No sistema APG é colocado na família Nyssaceae.

## Espécies
- Diplopanax stachyanthus Hand.-Mazz.
- Diplopanax vietnamensis Aver. & T.H.Nguyên